# Berlin-Oberschöneweide
Oberschöneweide ist ein Ortsteil im Bezirk Treptow-Köpenick in Berlin. Er war einst eines der bedeutendsten städtischen Fabrikviertel Deutschlands. Die Geschichte von Oberschöneweide ist eng mit dem Elektrokonzern AEG verbunden, der seine damalige Weltgeltung von hier aus erlangte.

## Geographie
Oberschöneweide liegt im nordwestlichen Teil des Bezirks Treptow-Köpenick am nördlichen Ufer der Spree. Dem Ortsteil gegenüber auf der anderen Spreeseite liegen die Ortsteile Plänterwald, Baumschulenweg, Niederschöneweide und die Ortslage Spindlersfeld des Ortsteils Köpenick (von Norden nach Südosten). Im Osten grenzt Oberschöneweide an Köpenick. Die Ortsteilgrenze verläuft durch die Wuhlheide. Nördlich liegen die Ortsteile Karlshorst und Rummelsburg (Nordwest) des Bezirks Lichtenberg.
Das Gelände von Oberschöneweide ist flach und im Kern stark bebaut. Entlang der Spree erstreckt sich die Industriebebauung. Lediglich im Osten gibt es am Ufer eine lockere und gemischte Bebauung des Geländes und im Nordwesten liegen mehrere Kleingartenanlagen. Die Wilhelminenhofstraße trennt Industriegebiet und Wohngebiet. Im Norden und Nordosten des Ortsteiles erstreckt sich die Wuhlheide mit dem denkmalgeschützten Volkspark Wuhlheide.

## Geschichte

### Erste Siedlungen
Der Name Schöne Weyde wird das erste Mal 1598 in einem Reisebericht des brandenburgischen Kurfürsten Joachim II. erwähnt, in dem er eine ausgedehnte Uferwiese links der Spree in Flussrichtung beschreibt. Die Bezeichnung Schöneweide wurde in späteren Jahren auf Karten für beide Seiten der Spree benutzt. In schriftlichen Überlieferungen ist aber weiter die Rede von „bei der schönen Weide“. Das Gebiet nördlich der Spree gehörte zum Kreis Niederbarnim.

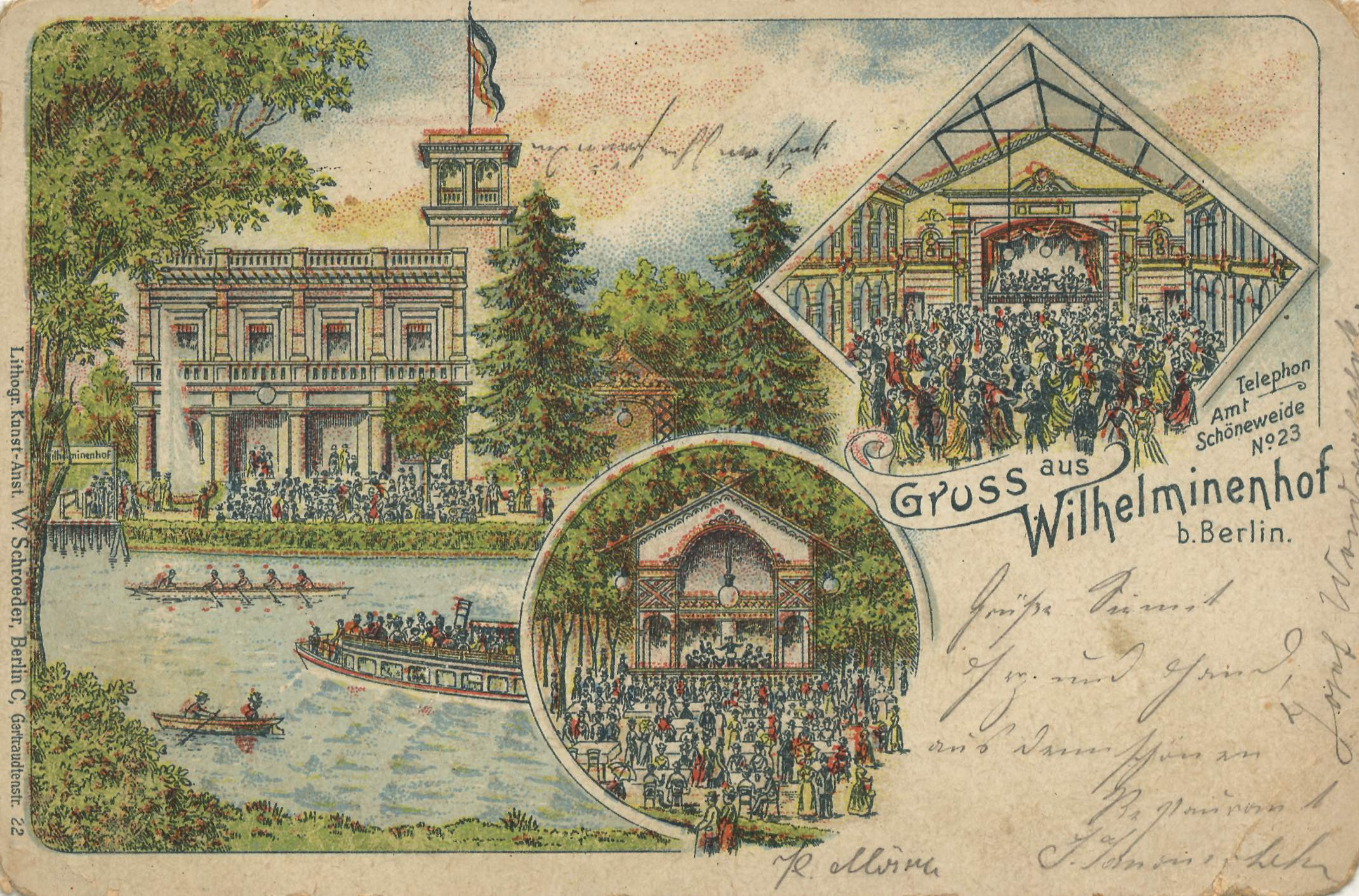
Postkarte des Ausflugslokals Wilhelminenhof, 1903

Das älteste nachweisbare Gehöft war die ansehnliche Acker-, Vieh- und Gastwirtschaft Quappenkrug, benannt nach dem Wirt Quappe. Der Quappenkrug wurde 1682 von Kurfürst Friedrich Wilhelm erworben und dem Domänenamt Köpenick unterstellt. Seit 1717 wurde der Quappenkrug verpachtet. Auf dem Weg zwischen Köpenick und Berlin kehrten hier die Reisenden und Schiffer ein. Parallel zu der in Köpenick aufblühenden Textilerzeugung entstanden, wie auch am Südufer der Spree, zum Ende des 18. Jahrhunderts östlich und westlich des Quappenkrugs Kattunbleichen. Zum Quappenkrug kam um 1800 eine Meierei hinzu, und es bildete sich ein kleines Vorwerk heraus. 1814 erwarb der Oberfinanzrat Reinbeck das inzwischen Forst- und Landgut gewordene Areal. Er ließ das Gebäude schlossähnlich ausbauen und nannte es mit königlichem Einverständnis nach dem Vornamen seiner Frau Wilhelminenhof. Aus dem Wilhelminenhof wurde bis zum Ende des 19. Jahrhunderts ein sehr beliebtes Ausflugslokal.
In den 1860er Jahren siedelten sich die Dampf-Waschanstalt Weißenburg und das Gasthaus Sadowa östlich und die Gaststätte Waldschlößchen westlich des Wilhelminenhofs an. Diese Siedlungen bildeten den Gutsbezirk Etablissements bei Köpenick Anteil. Damals herrschte noch die Tendenz zur Ausbildung eines Erholungsgebietes vor. So erhielt 1869 die Ausflugsgaststätte Sadowa einen großen Saal und konnte 1879 bereits zwölf Sommerwohnungen anbieten. Es folgten weitere Restaurants und Gaststätten, wie Spreeschloß, Strandschloß und Tabberts Waldschlößchen. Des Weiteren begann der Ausbau der Villenkolonie Ostend. 1871 wurden die im Kreis Niederbarnim – also am rechten Spreeufer – gelegenen Etablissements bei Köpenick Oberschöneweide benannt. Der Ortsvorsteher wurde angewiesen, die Bildung der politischen Gemeinde vorzubereiten. Doch mit dem Gründerkrach in den 1870er Jahren stagnierte die Entwicklung des Ortes und der Gemeinde wieder. Die Villenkolonie blieb aufgrund schlechter Verkehrsanbindungen in den Anfängen stecken. Der 1877 nördlich in der Wuhlheide eingerichtete Bahn-Haltepunkt Sadowa (heute: S-Bahnhof Wuhlheide) war zu weit weg. Die Errichtung einer Pferde-Straßenbahnlinie nach Rummelsburg oder Köpenick gelang nicht und eine Brücke über die Spree existierte noch nicht. Erst 1885 gab es eine Flussüberquerung über die Spree mit der vom Kreis Teltow angelegten Kettenfähre.

### Industrialisierung

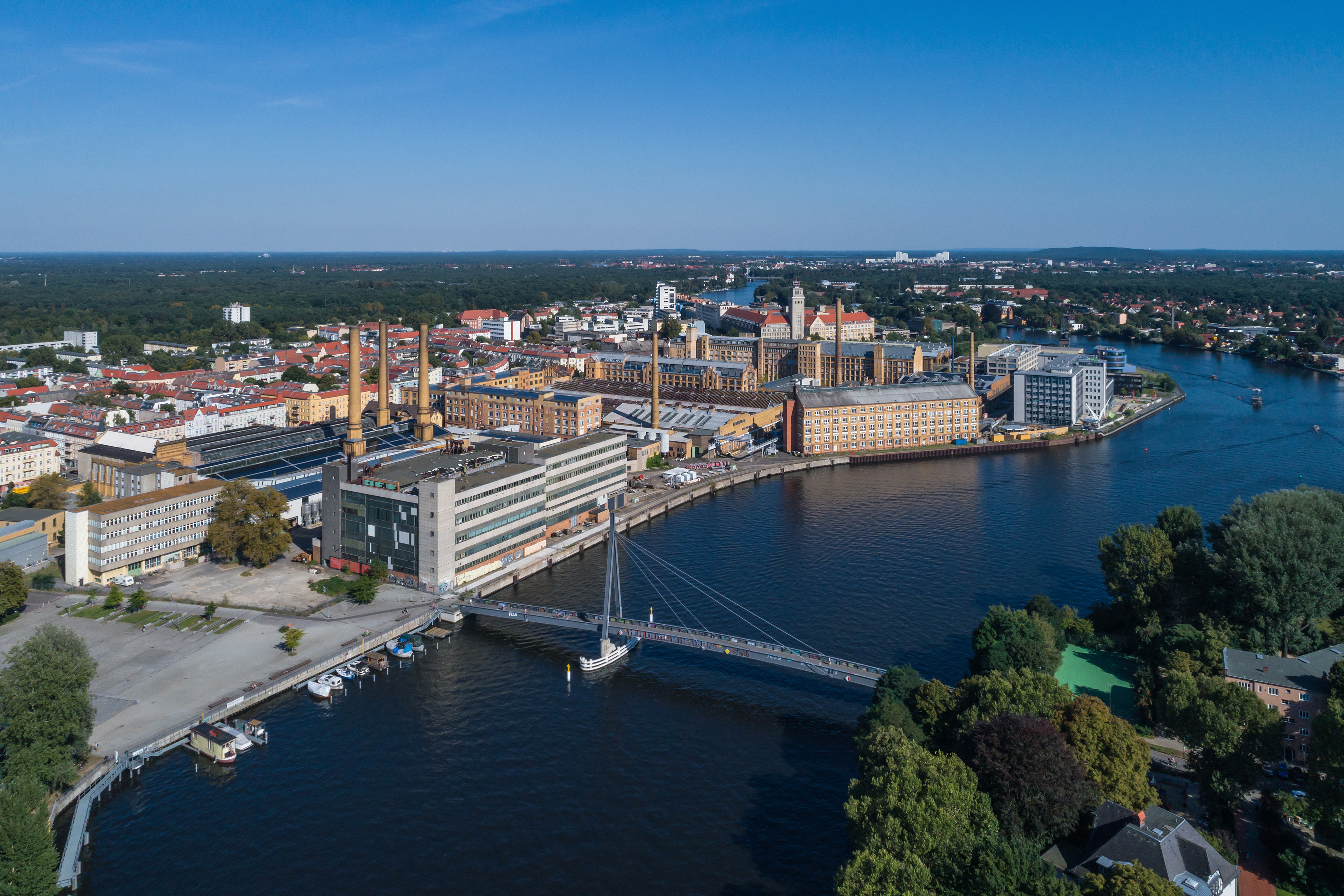
Industriebauten der Gründerzeit am Spreeufer, Luftaufnahme

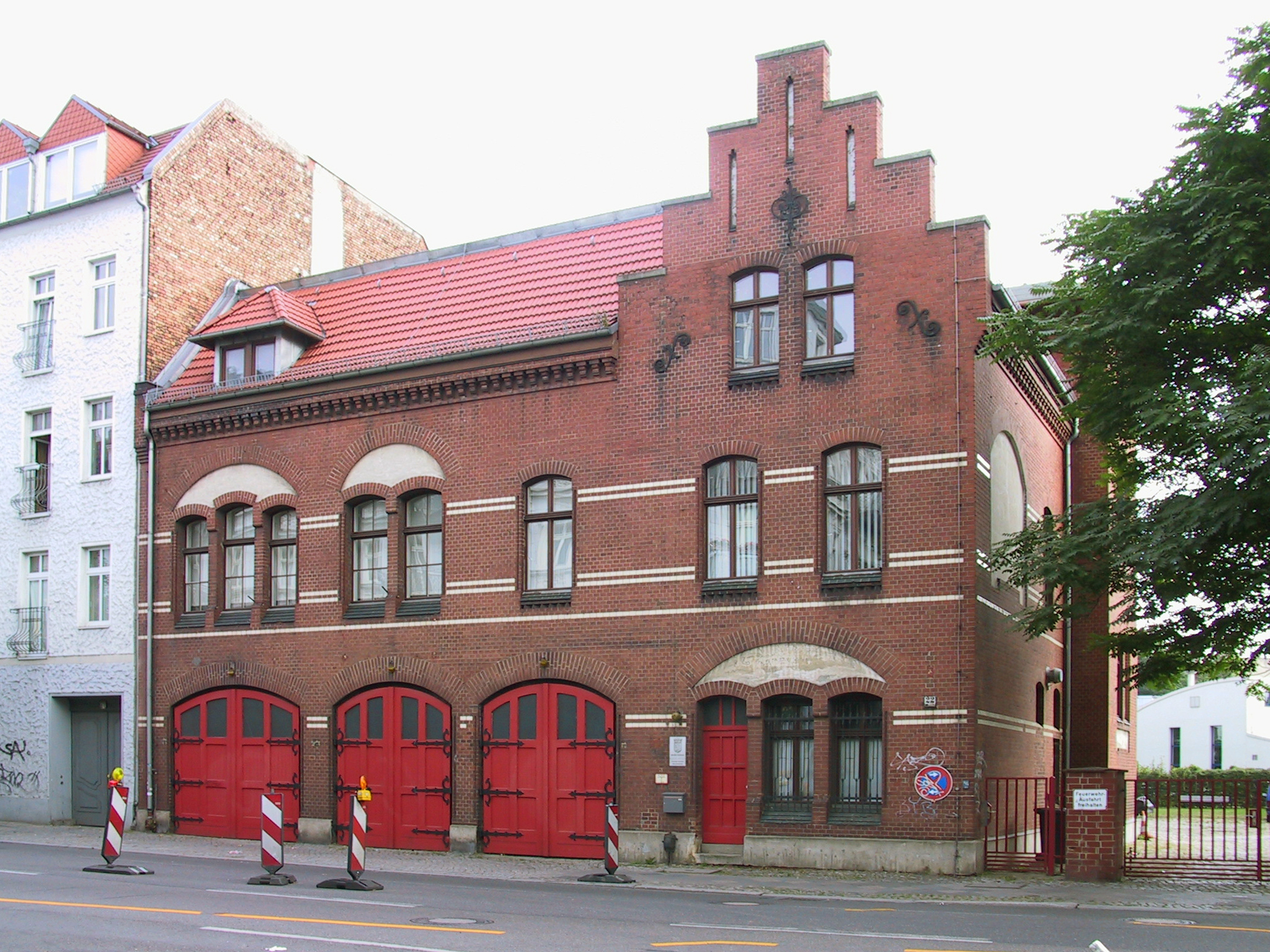
Alte Feuerwache in der Siemensstraße, jetzt Freiwillige Feuerwehr

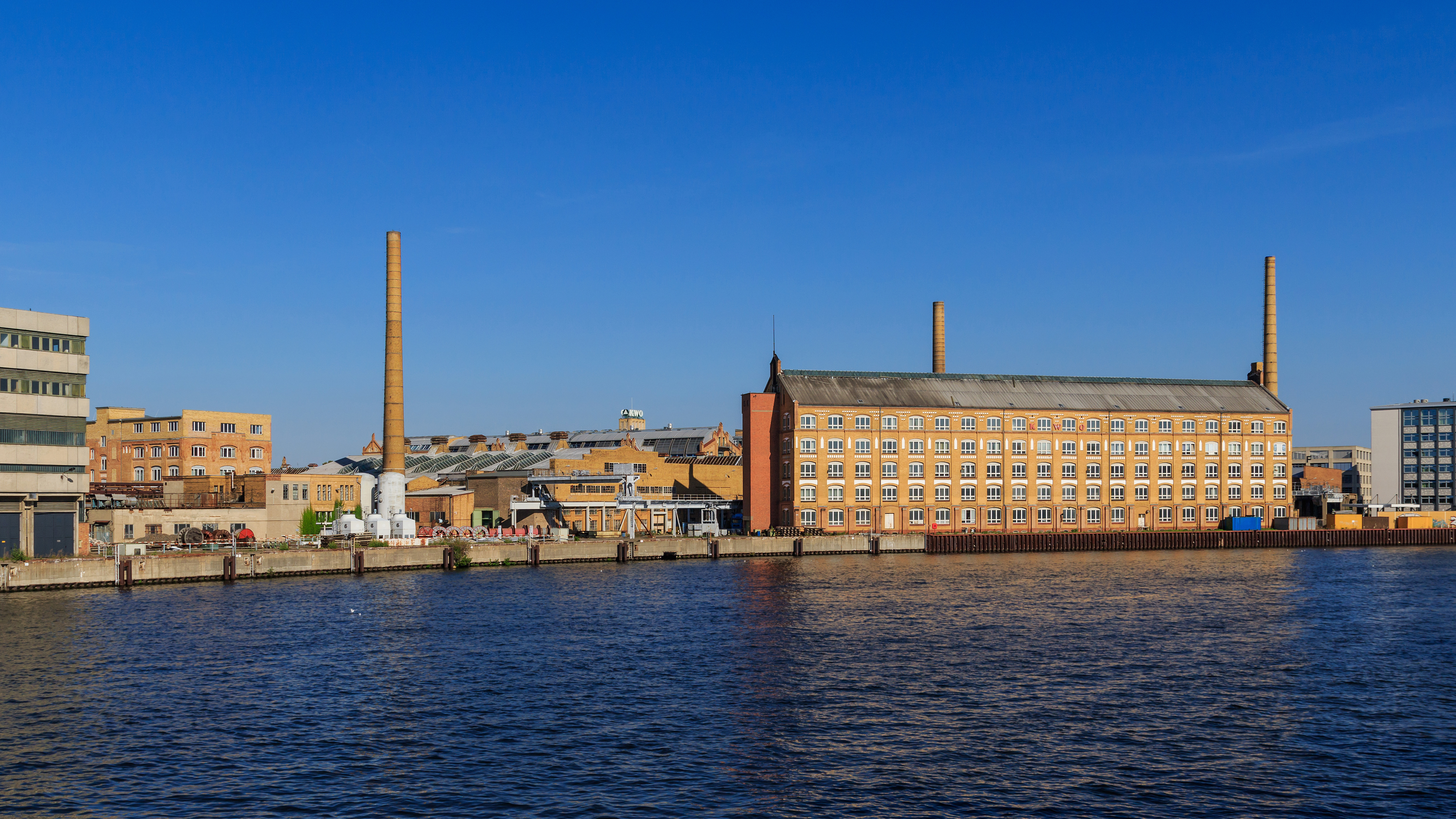
Hochschule für Technik und Wirtschaft am Spreeufer

Die Entwicklung des Ortes bekam erst wieder 1889 den entscheidenden Impuls, als das private Konsortium der Grundrentengesellschaft AG in Berlin den Wilhelminenhof und umliegendes Land kaufte. Die Grundrentengesellschaft begann umgehend mit der Parzellierung und dem weiteren Verkauf. Sie beantragte von sich aus die Bildung eines selbstständigen Gemeindebezirks. Die Ortsgemarkung brauchte aber noch einige Jahre. Die Grundrentengesellschaft legte selbst die ersten Straßenzüge mit den typischen Arbeitermietshäusern an. An der Stelle, an der sich heute die Stubenrauchbrücke befindet, errichtete sie noch 1889 eine Holzbrücke über die Spree. Über die Brücke führte auch ein Eisenbahngleis zum Bahnhof Johannisthal-Niederschöneweide und beseitigte die gewerblichen Standortnachteile. Beiderseits des aufgekauften und aufgelösten Wilhelminenhofs ließen sich zahlreiche große Industriebetriebe nieder. Die AEG baute dort 1890 eine Fabrik für Akkumulatoren, ab 1895 das Kraftwerk Oberspree, ab 1896 ein Kabelwerk mit dazugehörigem Kupferwalzwerk, Gummiwerk und Drahtzieherei und ab 1901 das Messingwalzwerk. Außerdem entstanden 1898 die Deutschen Niles-Werke für den Werkzeugmaschinenbau.
Die Kettenfähre wurde 1891 durch eine Holzbrücke ersetzt, die wiederum 1908 durch die stählerne Stubenrauchbrücke ersetzt wurde. Mit dem Kaisersteg, einer Fußgängerbrücke, entstand 1897 ein zweiter Spreeübergang. Der stetig wachsende Verkehr führte 1903/1904 zur Errichtung des dritten Spreeübergangs, der Treskowbrücke, nach Plänen von Karl Bernhard. Die Grundrentengesellschaft legte noch vor der Jahrhundertwende die Trasse der Industriebahn Oberschöneweide an. Sie durchzog die gesamte Wilhelminenhofstraße und verband 17 Fabriken mit dem Bahnhof Niederschöneweide-Johannisthal und dem Betriebsbahnhof Rummelsburg.
Es entstand ein industrielles Ballungsgebiet aus 25 Großbetrieben und einer Vielzahl von kleinen Betrieben, Werkstätten und Labors. Ein Drittel der Firmen gehörte zur Elektroindustrie. Die nächststärkeren Zweige waren die Metallindustrie und der Maschinenbau. Das Kraftwerk Oberspree war damals das erste außerhalb Berlins gelegene Großkraftwerk und das erste Drehstromkraftwerk im Deutschen Reich. Das Kraftwerk wurde zum Vorreiter der heutigen Stromerzeugung, denn zum ersten Mal wurde elektrische Energie in ein Versorgungsnetz eingespeist und weiterverteilt.
Während des Ersten Weltkriegs wurde Oberschöneweide ein hochrangiges Zentrum der Rüstungsindustrie. Durch die hohe Anzahl von Arbeitern in den Großbetrieben entwickelte sich Oberschöneweide zu einem Zentrum der Arbeiterklasse und der Sozialdemokratie.

### Selbstständige Landgemeinde

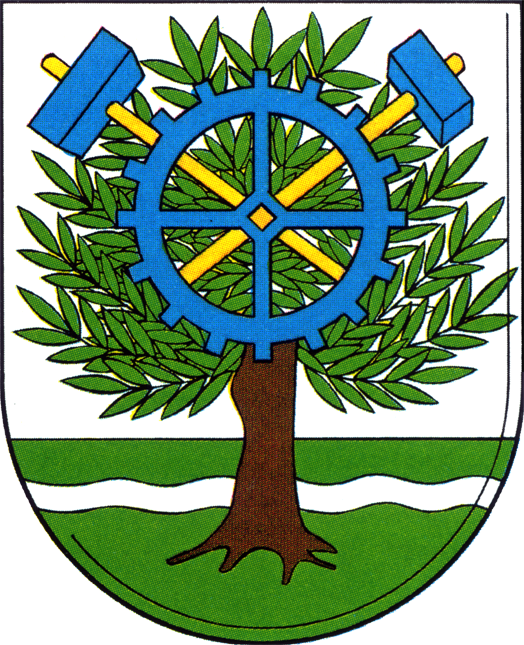
Wappen der Landgemeinde Oberschöneweide

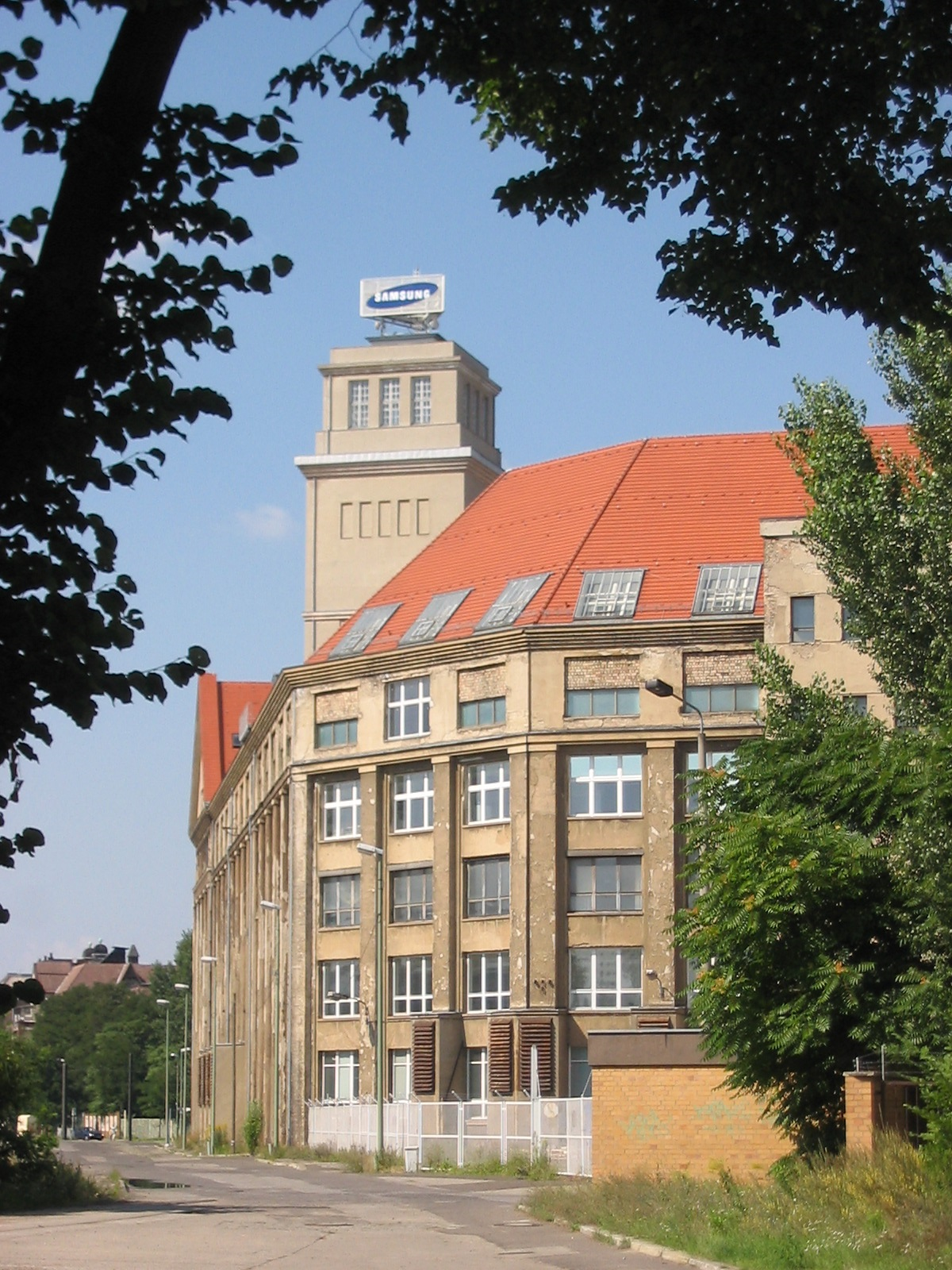
Peter-Behrens-Bau in der Ostendstraße 1–6, 1915 bis 1917 für die Neue Automobil-Gesellschaft (N.A.G.) der AEG errichtet

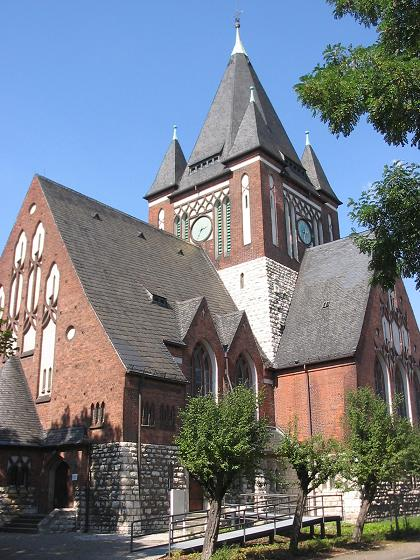
Evangelische Christuskirche, erbaut 1907/1908

Unter Einbeziehung großer Teile des Gutsbezirks Köpenicker Forst wurde am 16. März 1898 Oberschöneweide als selbstständige Landgemeinde mit 149 Hektar ausgegliedert. In den folgenden Jahren vergrößerte sich die Fläche noch durch Zukauf forstfiskalischen Landes.
Die AEG verpflichtete die bekanntesten Architekten der Zeit sowie Spezialisten des Industriebaus, um ihre Fabrikanlagen zu entwerfen. In der Zeit von 1890 bis 1920 entstand so in Oberschöneweide ein bemerkenswertes Bauensemble von Geschossfabriken, ausgedehnten Produktionshallen und Verwaltungsbauten. In unmittelbarer Nähe der Werke – nur durch eine Straße getrennt – entstanden zahlreiche viergeschossige Mietshäuser mit Hinterhäusern und Seitenflügeln, die vorrangig von der Arbeiterbevölkerung bewohnt wurden. In den Randzonen entstanden großzügiger angelegte Mietshäuser, die für die besser dotierten Angestellten vorgesehen waren.
Darüber hinaus wurden zahlreiche Kommunalbauten errichtet, beispielsweise mehrere große Gemeindeschulen, eine höhere Knaben- und Mädchenschule und ein Realgymnasium. Eine Gasanstalt war seit 1898 vorhanden. 1899 wurde die zweigeschossige Feuerwache eingeweiht. Der AEG-Begründer Emil Rathenau ließ 1902 in der Wuhlheide den Waldfriedhof Oberschöneweide anlegen. Die 1897 installierte Postagentur wurde 1905 von einem Postamt 1. Klasse abgelöst. Ebenfalls 1905 wurde das Abwasserpumpwerk fertig. Die katholische Kirche wurde 1907 und die evangelische Kirche ein Jahr später eingeweiht. Die Versorgung der Industrie und Bevölkerung mit Leitungswasser übernahm zunächst Boxhagen-Rummelsburg und später das 1905–1908 angelegte Wasserwerk. Anfang des 20. Jahrhunderts erhielt die Gemeinde Elektrizität und den Anschluss an die Kanalisation.
Die heutige Griechische Allee sollte mit der katholischen Kirche, dem Postamt und weiteren Einrichtungen das Ortszentrum bilden. Hier war auch ein Rathaus für die noch eigenständige Gemeinde am damaligen Rathausplatz geplant. Die in gleicher Zeit projektierte U-Bahn-Linie E vom Alexanderplatz nach Friedrichsfelde sollte in einer zweiten Etappe über Karlshorst nach Oberschöneweide führen, um eine direkte Anbindung an die Berliner Innenstadt zu schaffen.
Am westlichen Rand der Gemeinde wurde 1899 auf dem Gelände der ehemaligen Försterei Neue Scheune ein großes Petroleumlager Nobelhof angelegt. Als weiteren Industriebetrieb gründete die AEG 1901 die Neue Automobil-Gesellschaft AG (N.A.G.) Das Fabrikgebäude in der Ostendstraße 1–6 entwarf der Architekt Peter Behrens.
Die Bebauung konzentrierte sich auf das Ortszentrum von Oberschöneweide an der Spree. So blieb das Gelände am westlichen Uferstreifen weitgehend unbebaut. Auch der Uferstreifen im Osten nach Köpenick wurde nur vereinzelt mit Villen und kleineren Fabriken bebaut. Seit Ende des 19. Jahrhunderts kamen hier mehrere Klub- und Bootshäuser von Rudersportvereinen hinzu, wie das von der AEG in Auftrag gegebene Bootshaus Elektra.
Die AEG richtete in Oberschöneweide außerdem eine Reihe weiterer wegweisender Einrichtungen betrieblicher Sozialpolitik ein. Darunter waren die Stelle einer „Fabrikpflegerin“ für weibliche Beschäftigte oder die Gründung einer der ersten Fabrikkrippen für Kinder von Arbeiterinnen des Kabelwerks Oberspree und anderen Schöneweider Betrieben.
Im Jahr 1910 zog das Elisabeth-Kinder-Hospital nach Oberschöneweide in die Karlshorster Straße (heute: Treskowallee 222) und wurde in Königin-Elisabeth-Hospital umbenannt. Ab 1950 diente das Krankenhaus ausschließlich der medizinischen Versorgung von sowjetischen Militärangehörigen; nach deren Abzug standen die denkmalgeschützten Häuser lange Jahre leer. Seit Beginn der 2000er Jahre sind einige Häuser saniert und werden von der Albatros-Schule (Ganztagsschule mit dem sonderpädagogischen Förderschwerpunkt Geistige Entwicklung) und von einem Pflegeheim genutzt.
Aus dem ehemaligen Ausflugsgebiet war ein wichtiges Industrie- und Arbeiterwohngebiet mit großstädtischen Zügen geworden. Neue Wohnsiedlungen entstanden unter anderem mit der Siedlung Oberschöneweide von J. Th. Hamacher, Peter Behrens und Hans Spitzner sowie der Siedlung Gebag, beide in der Zeppelinstraße im Norden von Oberschöneweide. Die Randgebiete konnten ihren Charakter als Erholungslandschaft mit der benachbarten Wuhlheide noch längere Zeit bewahren.

### Eingemeindung nach Berlin

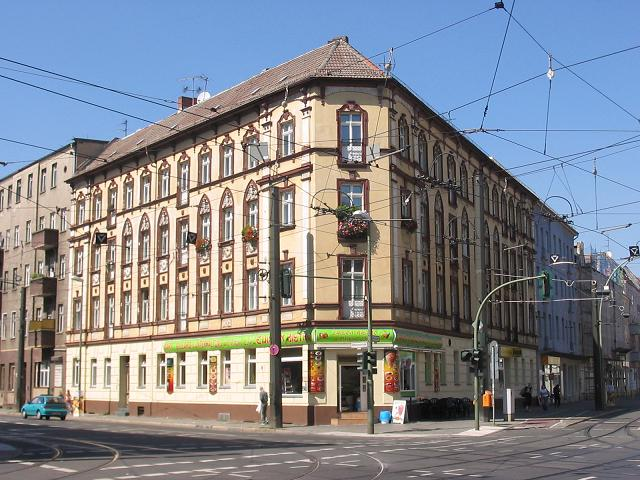
Wilhelminenhof- /Ecke Edisonstraße

Am 1. Oktober 1920 trat das Gesetz über die Bildung einer neuen Stadtgemeinde Berlin in Kraft. Laut Gesetz bildeten Oberschöneweide und andere Landgemeinden den ursprünglich 15. Verwaltungsbezirk Treptow von Groß-Berlin. Die Gemeindevertretungen der eingegliederten Landgemeinden wirkten nur noch kurze Zeit kommissarisch fort. Sie wurden von ihren Verantwortungen entpflichtet und als örtliche Dienststellen in die Bezirksverwaltung eingegliedert. So endete die kommunale Selbstständigkeit Oberschöneweides bereits nach nur 22 Jahren.

### Zeit des Nationalsozialismus
Die Berliner Gebietsreform mit Wirkung zum 1. April 1938 betraf auch die Bezirke Treptow und Köpenick. Dabei wurden die Ortsteile Oberschöneweide und Wuhlheide aus dem Bezirk Treptow herausgelöst und dem Bezirk Köpenick eingegliedert.

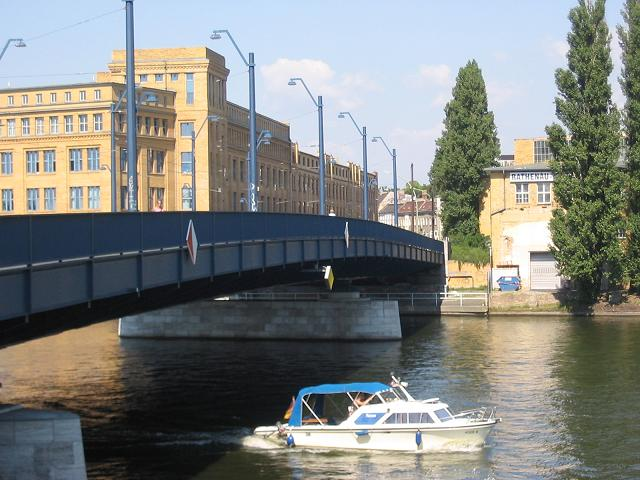
Neue Treskowbrücke über die Spree; die alte wurde 1945 gesprengt. Links Spreehöfe, rechts ehemaliges Transformatorenwerk Oberspree (TRO) der AEG, später VEB, heute: Rathenau-Hallen

Durch die Masseneinberufungen ab 1941 entstand Personalmangel in den Fabriken. Um die Produktion aufrechtzuerhalten, wurden immer mehr Zwangsarbeiter aus allen Ländern Europas eingesetzt. In der Wuhlheide wurden mehrere Barackenlager für Zwangsarbeiter errichtet. Hier befand sich auch das gleichnamige, der Gestapo unterstehende Berliner Arbeitserziehungslager. Allein im Kabelwerk Oberspree und anderen, in dem AEG-Fabrikkomplex gelegenen Werken arbeiteten mehr als 6000 ausländische Zwangsarbeiter, 1944/1945 auch weibliche Häftlinge des KZ Sachsenhausen.
Bei den Luftangriffen der Alliierten am 21. Juni und 6. August 1944 wurde Oberschöneweide mit einem dichten Bombenteppich belegt und dabei das Kabelwerk Wilhelminenhof stark zerstört. Der Angriff vom 26. Februar 1945 traf Oberschöneweide noch einmal in seiner ganzen Ausdehnung. Unter den Todesopfern waren viele ausländische Zwangsarbeiter.
Am 16. April 1945 begann die Schlacht um Berlin, die letzte große Schlacht des Zweiten Weltkriegs in Europa. Bevor die deutschen Truppen abzogen und Oberschöneweide der Roten Armee kampflos überließen, sprengten Truppen der Waffen-SS noch den Kaisersteg und die Treskowbrücke. Am 24. April befand sich Oberschöneweide in den Händen der 8. Gardearmee der 1. Weißrussischen Front.

### Zeit zwischen 1945 und 1990
Nach der verwaltungsmäßigen Gliederung von Groß-Berlin durch die alliierten Siegermächte fiel Oberschöneweide mit den anderen Ortsteilen des Bezirks Köpenick unter sowjetische Kontrolle.
Wie überall in der sowjetischen Besatzungszone wurden auch in Oberschöneweide zunächst alle nicht zerstörten Produktionsmittel demontiert und in die Sowjetunion gebracht. Es folgte die Enteignung der Industriebetriebe; sie wurden später in volkseigene Betriebe umgewandelt.
Das Königin-Elisabeth-Krankenhaus diente ab Oktober 1945 den sowjetischen Truppen als Militärkrankenhaus und blieb es bis zum vollständigen Abzug der sowjetischen/russischen Truppen aus Deutschland im Jahr 1994.
In den 1950er Jahren wurde das Funkhaus Nalepastraße errichtet. Hier wurden zentral vom Rundfunk der DDR sämtliche Hörfunkprogramme der DDR produziert.
In Oberschöneweide hatte die bedeutende Fachschule für Werbung und Gestaltung bis zu ihrer Liquidation nach der deutschen Wiedervereinigung ihren Sitz.

### Nach der Wiedervereinigung
Aufgrund der sich verändernden Marktlage nach der deutschen Wiedervereinigung am 3. Oktober 1990 kam es bei vielen Betrieben der DDR zu Massenentlassungen, Schließungen und Privatisierungen. Dies war das Ende des traditionsreichen Industriestandorts. Der südkoreanische Industriegigant Samsung betrieb über die Samsung SDI in Oberschöneweide bis Ende 2005 einen Produktionsstandort für Röhrenfernseher und Mobilfunkgeräte. Er gab den Standort trotz des Zahlungseingangs von Subventionsmitteln in Millionenhöhe seitens des Landes Berlin aufgrund von Absatzproblemen und Unwirtschaftlichkeit auf. Die Industriegebäude Oberschöneweides stehen seit 1991 unter Denkmalschutz und sind ein Schwerpunkt der Berliner Industriedenkmalpflege. Auf den Industriegeländen haben sich viele kleine Handwerksbetriebe angesiedelt. Zu den traditionsreichen, mittelständischen Unternehmen gehören die Silicon Sensor GmbH (entstand durch Ausgründung aus dem damaligen Werk für Fernsehelektronik) und die BAE Batterien GmbH (am Standort der Accumulatoren Fabrik Aktiengesellschaft, AFA).

„Die Industrielandschaft Schöneweide ist für die Elektropolis Berlin ‚nicht weniger charakteristisch – und nicht weniger wichtig – als die Museumsinsel für Spree-Athen‘.“

Am 1. Januar 2001 wurden aufgrund der Verwaltungsreform in Berlin die Bezirke Treptow und Köpenick zum neuen Großbezirk Treptow-Köpenick zusammengelegt. Seitdem gehört Oberschöneweide zu diesem neuen Bezirk.
Am 9. November 2005 begannen die Bauarbeiten für die Neuerrichtung des Kaiserstegs als Fußgänger- und Radwegbrücke. Aufgrund von Fehlern in der Statik verzögerte sich die Fertigstellung um ein Jahr. Am 25. September 2007 wurde der Kaisersteg für den Verkehr freigegeben. Die feierliche Eröffnung fand zusammen mit der Eröffnung des neu angelegten Stadtplatzes an der Brücke am 13. Dezember 2007 statt. Der Stadtplatz, mit öffentlicher Grünfläche und Schiffsanleger, und der bereits 2001 sanierte Kranbahnpark bilden den Zugang von der Wilhelminenhofstraße zum Kaisersteg und der Spree. Dieser Zugang war vorher durch das Industriegelände blockiert. Zwischen der Treskowbrücke und dem östlichen Ende der Wilhelminenhofstraße wird ein Uferweg angelegt, der der Öffentlichkeit zur Verfügung stehen soll. Am Uferweg sind ein Skulpturengarten und gastronomische Einrichtungen vorgesehen.

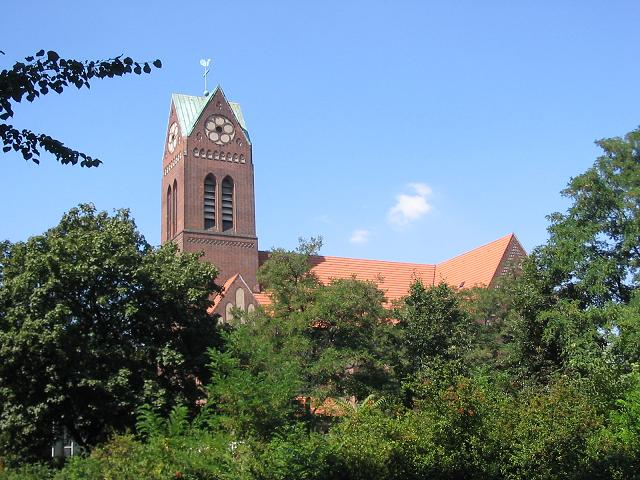
Katholische Kirche St. Antonius von Padua, erbaut 1906/1907

Auf dem ehemaligen AEG-Gelände des Kabelwerks Oberspree (KWO) an der Wilhelminenhofstraße zog 2006 die Hochschule für Technik und Wirtschaft Berlin (HTW Berlin) ein, zunächst mit ihrem Fachbereich Gestaltung. Im Oktober 2009 kamen drei weitere Fachbereiche dazu. Damit konzentriert sich der Lehr- und Forschungsbetrieb der HTW auf zwei Standorte: Campus Treskowallee (in Karlshorst) und Campus Wilhelminenhof. Die 2013 von Bryan Adams erworbenen und seitdem renovierten Räumlichkeiten in den ehemaligen AEG-Hallen in der Reinbeckstraße 12–38 sollen ab Sommer 2017 als Künstlerateliers und Kreativstudios genutzt werden.
Vor allem in der Berufsverkehrszeit herrscht auf der Spree-, Edison- und Siemensstraße ein starkes Verkehrsaufkommen. Dadurch werden die umliegenden Wohngebiete beeinträchtigt, was zur Aufnahme des gesamten Gebietes in die Lärmminderungsplanung für Berlin führte. Zur Entlastung der Wohngebiete sind zwei weitere Brückenbauten geplant. Bei der Minna-Todenhagen-Brücke handelt es sich um einen Teil der Süd-Ost-Verbindung (SOV), die in deren ersten Bauabschnitt fertiggestellt werden soll. Sie führt östlich am Britzer Verbindungskanal über die Spree und verbindet die Rummelsburger Landstraße/Rummelsburger Straße über die Minna-Todenhagen-Straße mit der Köpenicker Landstraße/Schnellerstraße auf Niederschöneweider Gebiet. Am 27. Februar 2012 wurde der Planfeststellungsbeschluss erlassen, Baubeginn war 2013, am 21. Dezember 2017 wurde die Brücke für den Verkehr freigegeben.
Die andere Brücke (Wilhelminenhofbrücke), deren Bauvorhaben sich noch in der Planung befindet, soll als östliche Verlängerung die Wilhelminenhofstraße über die Spree zur Schnellerstraße in Oberspree führen.

## Bevölkerung
| Jahr | Einwohner |
| ---- | --------- |
| 1797 | .0066     |
| 1801 | .0077     |
| 1817 | .0046     |
| 1840 | .0087     |
| 1858 | .0093     |
| 1875 | 0.155     |
| 1880 | 0.170     |
| 1885 | 0.178     |
| 1890 | 0.159     |
| 1895 | 0.625     |
| 1900 | 5.850     |

| Jahr | Einwohner |
| ---- | --------- |
| 1905 | 14.101    |
| 1910 | 21.369    |
| 1919 | 25.612    |
| 1925 | 26.837    |
| 1939 | 28.602    |
| 1946 | 25.282    |
| 1950 | 26.473    |
| 1963 | 27.350    |
| 1991 | 18.020    |
| 1995 | 16.636    |
| 2000 | 15.314    |

| Jahr | Einwohner |
| ---- | --------- |
| 2007 | 16.844    |
| 2010 | 18.281    |
| 2015 | 20.829    |
| 2020 | 23.638    |
| 2021 | 24.123    |
| 2022 | 24.934    |
| 2023 | 25.345    |
| 2024 | 25.664    |

Quelle ab 2007: Statistischer Bericht A I 5. Einwohnerregisterstatistik Berlin. Bestand – Grunddaten. 31. Dezember. Amt für Statistik Berlin-Brandenburg (jeweilige Jahre)

## Sehenswürdigkeiten und Kultur

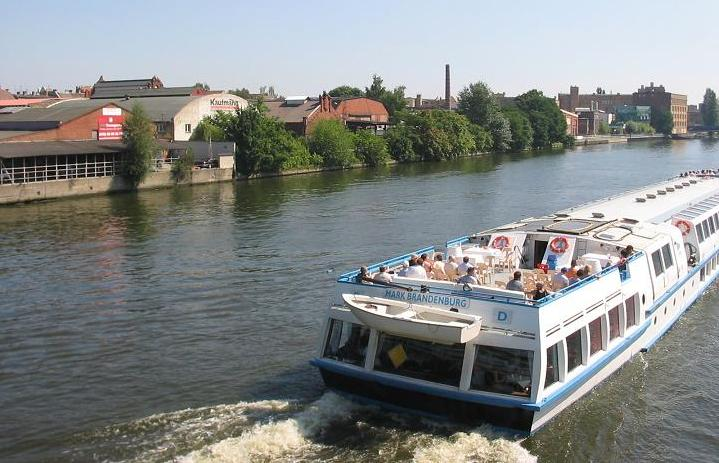
Industriearchitektur der Gründerzeit am Spreeufer, Wilhelminenhofstraße

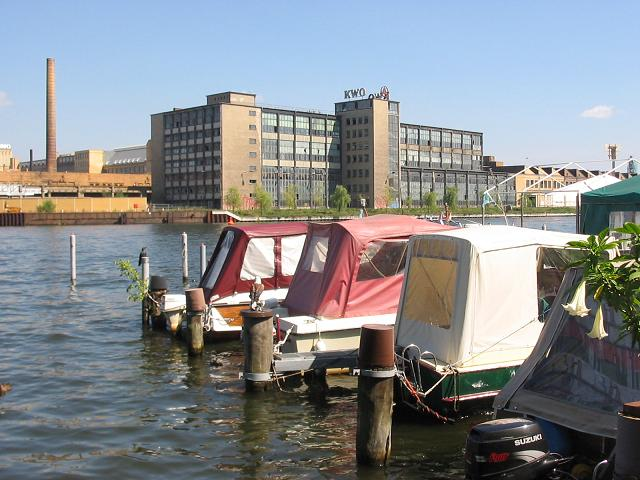
Am Spreeufer

- Waldfriedhof Oberschöneweide, wurde 1902 im Auftrag Emil Rathenaus vom Architekten und Maurermeister Max Stutterheim[12] in der Wuhlheide angelegt. Neben dem Familiengrab der Rathenaus liegen hier viele weitere Persönlichkeiten des 19. und 20. Jahrhunderts, die sich um die Entwicklung Oberschöneweides verdient gemacht haben. Auch für die Gefallenen der beiden Weltkriege, einige sind hier begraben, wurden Gedenkstätten angelegt. Die gesamte Friedhofsanlage mit allen Gebäuden steht unter Denkmalschutz.
- Peter-Behrens-Bau (unter Denkmalschutz) mit 58 Meter hohem Turm an der Ostendstraße
- Funkhaus Nalepastraße (unter Denkmalschutz)
- Ehemaliges AEG-Kabelwerk Oberspree (KWO), Industriegebäude zwischen der Wilhelminenhofstraße und der Spree
- Rathenau-Hallen, Kultur- und Technologiezentrum
- Industriesalon Schöneweide, Forum für Industrie-Technik-Kultur[13]
- Künstlerhaus Atelierhaus79
- Freizeit- und Erholungszentrum Wuhlheide (FEZ)
- Parkeisenbahn im Volkspark Wuhlheide
- Parkbühne Wuhlheide, hier finden jeden Sommer Konzerte für bis zu 17.000 Besucher statt.
- Industriedenkmal Spreehöfe
- Modellpark Berlin-Brandenburg
- Schauhallen Berlin – Center of international contemporary art (in Planung)

Siehe auch: Liste der Kulturdenkmale in Berlin-Oberschöneweide

## Wirtschaft und Infrastruktur

### Verkehr

#### Individualverkehr
Von Norden her ist Oberschöneweide aus dem Bezirk Lichtenberg zu erreichen: zum einen aus dem Ortsteil Rummelsburg über die Köpenicker Chaussee, die an der Ortsgrenze in die Rummelsburger Landstraße übergeht, zum anderen aus dem Ortsteil Karlshorst über die Treskowallee.
Über die Straße An der Wuhlheide kommt man aus Köpenick nach Oberschöneweide. Niederschöneweide liegt im Südwesten des Ortsteils am anderen Ufer der Spree. Von dort führen der Kaisersteg als Fußgänger- und Radwegbrücke, die Treskowbrücke und die Stubenrauchbrücke nach Oberschöneweide. Die Treskowbrücke ist für den Kraftfahrzeugverkehr nur in nördlicher Richtung befahrbar.

#### Öffentlicher Personennahverkehr
Mit der Straßenbahn ist Oberschöneweide durch die Linien M17, 21, 27, 37, 60 und 67 zu erreichen. Seit der Eröffnung der Minna-Todenhagen-Brücke über die Spree im Dezember 2017 fährt die Buslinie 365 zwischen Oberschöneweide und Baumschulenweg. Nachts verkehrt die Linie N65 vom Alexanderplatz kommend über Oberschöneweide und Köpenick bis nach Rahnsdorf. Im Nordwesten ist die Fähre F11 über die Spree nach Baumschulenweg im Einsatz. In Niederschöneweide befindet sich der S-Bahnhof Schöneweide (auch Halt des Regionalverkehrs). Die S-Bahn-Linien S45, S46, S47, S8, S85 und S9 halten hier.
In den 1950er Jahren war eine Erweiterung der heutigen U-Bahn-Linie U5 vom damaligen Endpunkt Friedrichsfelde über Karlshorst nach Oberschöneweide vorgesehen, die allerdings zugunsten der Neubaugebiete in Hellersdorf nicht realisiert wurde.

### Ansässige Unternehmen und Institutionen

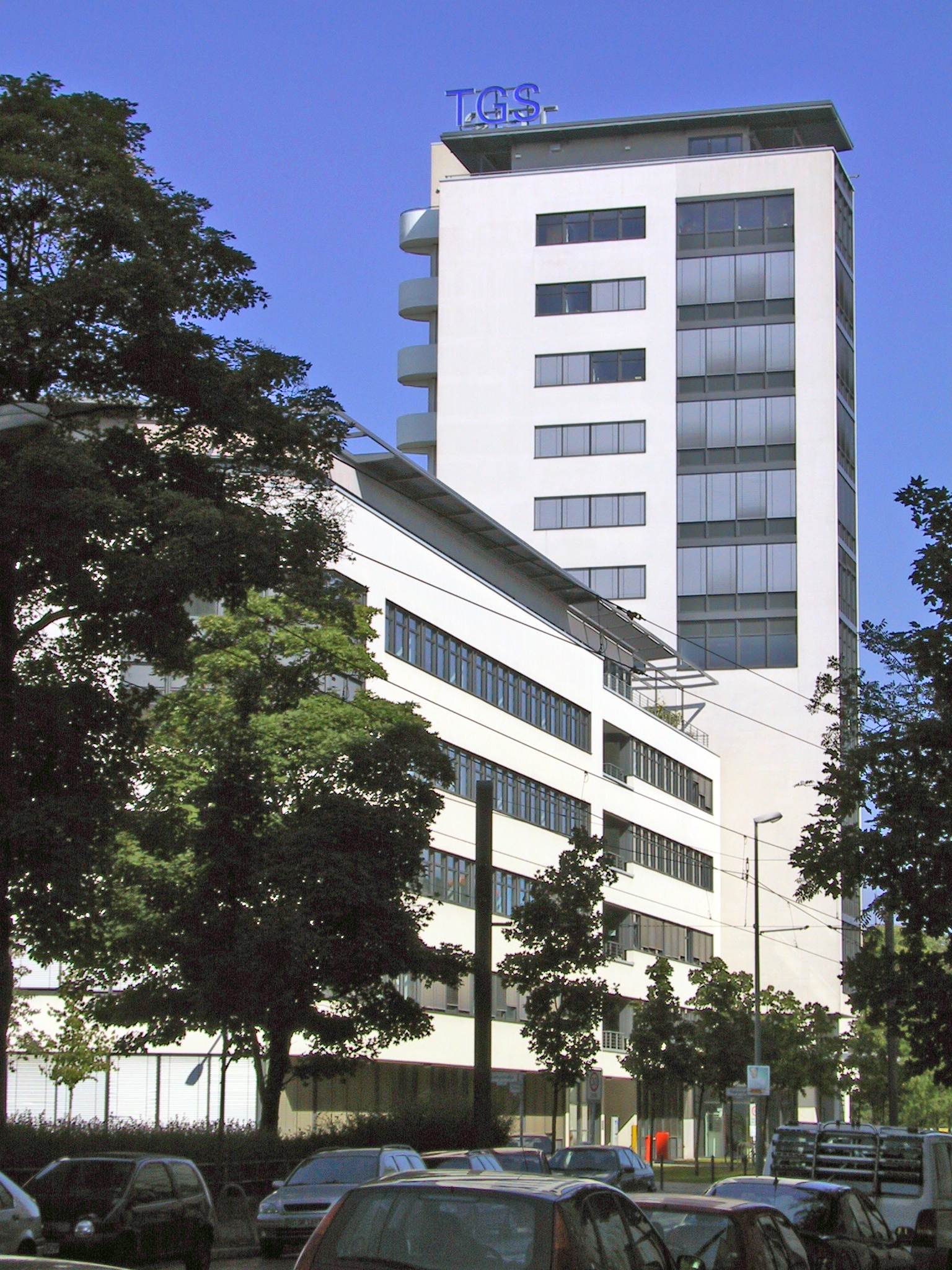
Technologie- und Gründerzentrum Spreeknie (TGS) in der Ostendstraße

- Technologie- und Gründerzentrum Spreeknie (TGS)
- E. Michaelis & Co. KG; Papiergroßhandlung
- First Sensor AG, vormals Silicon Sensor GmbH; Hersteller von optischen Sensoren
- BAE Batterien GmbH
- iris-GmbH – Hersteller des automatischen Fahrgastzählsystems IRMA
- Berliner WasserSportZentrale GbR; Sportbootschule
- Sportstudio Orange-Fit (Golightly Energy GmbH)

### Bildung
- Drei städtische Kindertagesstätten,
- zehn Schulen:[14] zwei Grundschulen, eine Integrierte Sekundarschule, sieben andere Schulen (kein Gymnasium),
- Hochschule für Technik und Wirtschaft Berlin (HTW)

## Persönlichkeiten

### Söhne und Töchter des Ortsteils
- Kurt Bauer (1900–1945), Jurist und Kommunalpolitiker (NSDAP)
- Fritz Plön (1906–1944), Widerstandskämpfer
- Wolf Harro (1910–1953), Schauspieler
- Heinz Rogge (* 1927), Fußballspieler, Torjäger des SC Union Oberschöneweide (Vorgängerverein des 1. FC Union Berlin)
- Lutz Lehmann (* 1963), Radrennfahrer

### Mit Oberschöneweide verbunden
- Emil Rathenau (1838–1915), AEG-Begründer und einer der ersten neun Schöffen (Gemeindevertreter) von Oberschöneweide
- Paul Nalepa (1846–1900), Färbereibesitzer und einer der ersten neun Schöffen von Oberschöneweide, nach ihm wurde um 1906 eine Straße benannt
- Fritz König (1849–1928), Fleischermeister und einer der ersten neun Schöffen von Oberschöneweide, nach ihm wurde um 1900 ein Platz an der Ecke Edison-/Wilhelminenhofstraße benannt (1935 amtlich aufgehoben); 2010 wurde der Fritz-König-Weg nach ihm benannt[15]
- Carl Deul (1855–1904), Baumeister und erster Bürgermeister von Oberschöneweide, nach ihm wurde um 1900 eine Straße benannt
- Wilhelm Weiskopff, letzter Gutsverwalter bis zur Ortsgründung, danach einer der ersten neun Schöffen von Oberschöneweide, nach ihm wurde um 1900 eine Straße benannt
- Louis Tabbert, Inhaber der Weißbierbrauerei und einer der ersten neun Schöffen von Oberschöneweide, nach ihm wurde um 1906 eine Straße benannt
- Walther Rathenau (1867–1922), Reichsaußenminister, auf dem Waldfriedhof Oberschöneweide bestattet
- Julius Grunow (1873–1960), Gemeindeverordneter in Oberschöneweide, Bezirksbürgermeister von Treptow
- Walter Götze (1902–1938), auf Autofallenraub spezialisierter Krimineller
- Heinz Werner (1921–1997), Direktor der Berliner Stadtbibliothek, lebte in Oberschöneweide
- Waltraud Krause (1925–2010), Lehrerin, Ortschronistin von Oberschöneweide und Chronistin in der evangelischen Christuskirche, die während der Zeit des Nationalsozialismus der Bekennenden Kirche angehörte. Im August 2015 wurde ein Weg zwischen Siemens- und Wilhelminenhofstraße nach ihr benannt.
- Bryan Adams (* 1959), Rocksänger und Fotograf, erwarb alte Industriehallen auf dem ehemaligen AEG-Gelände zum Umbau und zur anschließenden Nutzung als multifunktionale Studios, Ateliers und Ausstellungsflächen, in denen er unter anderem ein Fotostudio unterhält.[16][17][18][19]

## Sonstiges
Der Ort wird im Berliner Volksmund mitunter als „Oberschweineöde“ verballhornt, zum Beispiel auch in dem Roman Schweineöde von Carsten Otte.
Im Endspiel um die Deutsche Fußballmeisterschaft 1923 unterlag der Fußballverein Union Oberschöneweide dem Hamburger SV mit 0:3.

## Filme
- Geheimnisvolle Orte. Industrieareal Oberschöneweide. Dokumentarfilm, Deutschland, 2014, 43:10 min, Buch: Lutz Rentner und Frank Otto Sperlich, Regie: Frank Otto Sperlich, Produktion: Noahfilm, RBB, Reihe: Geheimnisvolle Orte, Erstsendung: 30. September 2014 beim RBB, Inhaltsangabe.